# Cos Europeu de Solidaritat
El Cos Europeu de Solidaritat és un programa desenvolupat per la Comissió Europea amb l'objectiu de promoure la participació dels joves europeus d'entre 17 i 30 anys en projectes socials o humanitaris. La iniciativa ofereix la possibilitat d'implicar-se en projectes impulsats per ONG durant un període d'entre dos i dotze mesos.
El president de la Comissió Europea, Jean-Claude Juncker, feu públic el programa durant el discurs sobre l'estat de la Unió Europea del 2016. Els joves poden participar-hi com a voluntaris, duent a terme pràctiques, fent d'aprenents o treballant.